# هوبيت (عرق)

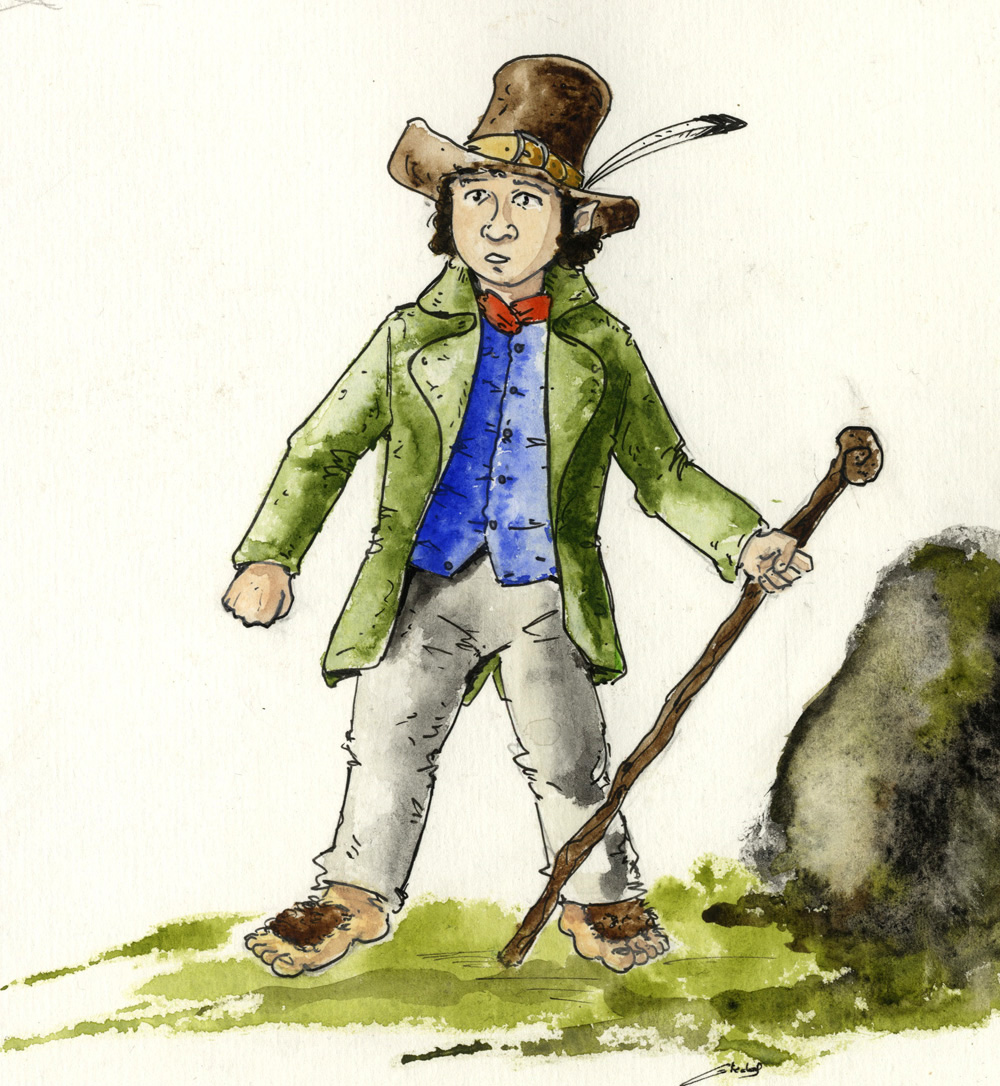
رسم تصوُّري لـ هوبيت

الهوبيت عرق خيالي من أشباه البشر القصار. كتب عنهم تولكين في رواياته مثل ملحمة سيد الخواتم التي كان من ابطالها فرودو وصديقه سام وبيبن ومارى وهم من الهوبيت. 
( استغفر الله العظيم )
يطلق على الهوبيت (القوم الصغار) أو (الشعب الصغير) أو (نصف الكاملين)، يتراوح طولهم بين أثنين وأربع أقدام، لهم آذان مدببة، أقدامهم كبيرة جداً ولا يرتدون أبدا الأحذية وشعرهم مجعد، يحب الهوبيت الأكل (6 وجبات أساسية في اليوم) والبيرة المخمرة، وتدخين التبغ بالغليون، والحديقة الموجودة بالشاير حيث يعيشون، يعشقون المغامرة؛ لذلك نجد الكثير مثل فرودو وسام وميرى وبيبن ذهبوا للمغامرة التي تُحكى في سيد الخواتم. الهوبيت بطبيعته قروي، ولا يثق بما يمكن أن يجده في العالم الخارجي. بعض الهوبيت يعيشون 130 عام ومتوسط أعمارهم 100 عام وفي عمر الـ 33 عام كما هو عمر فرودو باجنز يكون سن الرشد. يتكلمون بلهجة خطاب مشتركة تسمى ويسترون..
وهم مخلوقات طيبة القلب، رقيقة المشاعر، مع عشقهم للخضار والاستمتاع بالحياة، إلا أن متعتهم الحقيقية تكمن في السلام
وصفاء الذهن.
و قد تركت ثقافة الهوبيت انطباع كبير في العالم بفضل الأفلام المأخوذة عن مؤلفات تولكين مثل ثلاثية سيد الخواتم والهوبيت